# John Hale (ministre du culte)
John Hale (né le 3 juin 1636 à Charlestown, Massachusetts, États-Unis - mort le 15 mai 1700) fut le pasteur de la Church of Christ à Beverly au Massachusetts, lors des procès des sorcières de Salem en 1692. Il fut l'un des hommes du clergé les plus en vue et parmi les plus influents qui furent associés aux procès. Initialement, il donna son appui aux procès, mais changea d'avis lorsque sa deuxième femme fut accusée de sorcellerie. Son ouvrage critique de la chasse aux sorcières, Modest Inquiry into the Nature of Witchcraft, fut publié à titre posthume.